# Wäinö Wuolijoki

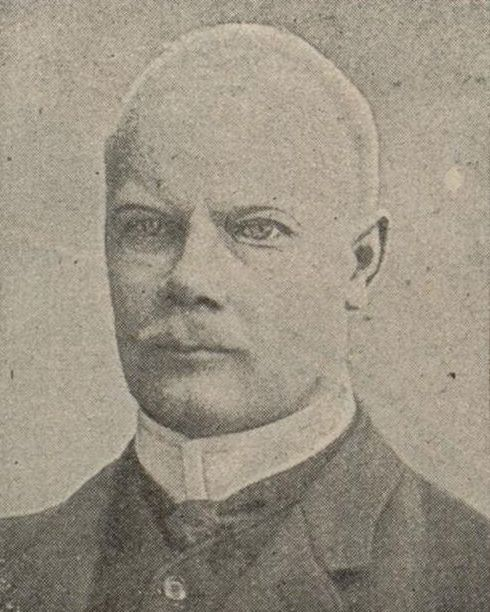
Wäni Wuolijoki, um 1909

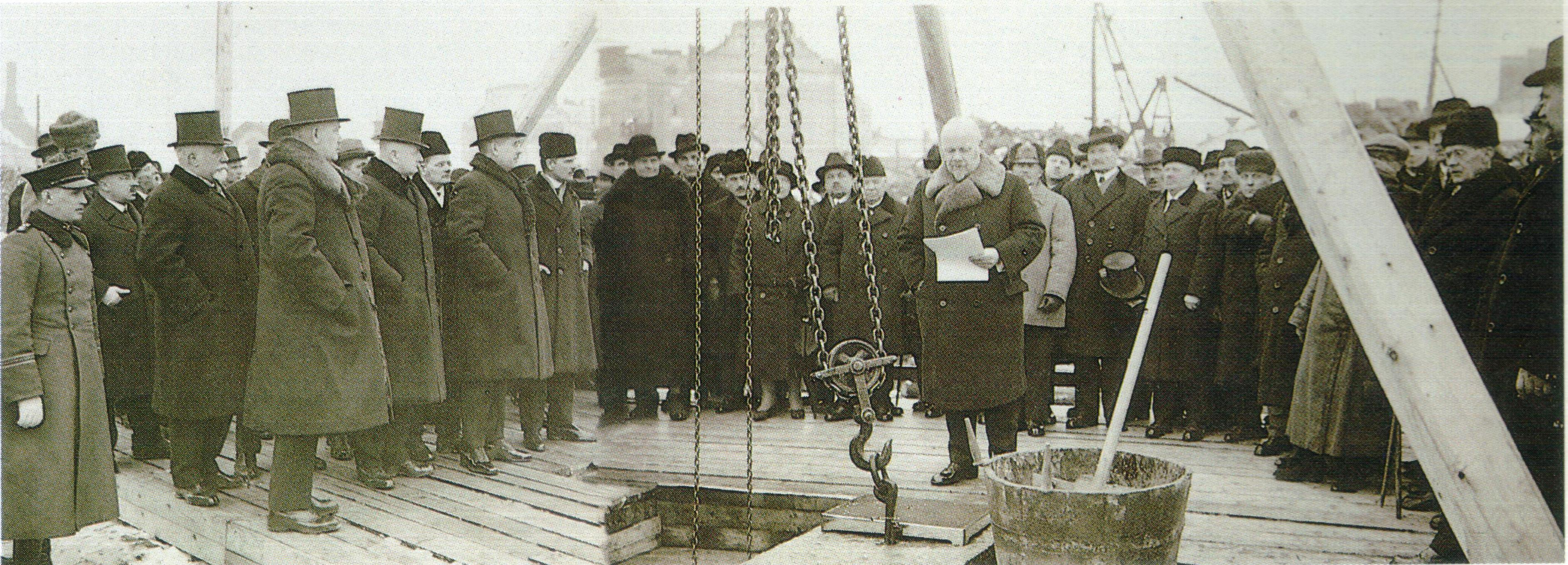
Wäinö Wuolijoki hält eine Rede (1927)

Hugo Robert Wäinö Wuolijoki  (* 14. Dezember 1872 in Hauho; † 12. Dezember 1947 ebenda) war ein finnischer Botschafter und Politiker der Sozialdemokratischen Partei Finnlands (SDP).

## Leben
Hugo Robert Wäinö Wuolijoki war der Sohn von Serafina Lagervik und Juho Robert Wuolijoki.
Er heiratete 1911 Sylvia Roschier. Für die SDP saß Wuolijoki von 1907 bis 1910 im finnischen Landtag und später nach der Unabhängigkeit Finnlands von 1919 bis 1927 im finnischen Parlament. 1921, 1922 und 1925 war er Parlamentssprecher. Ehe er Botschafter wurde, war er 1926/27 für ein knappes Jahr Minister im Infrastrukturministerium im Kabinett Tanner. Von 1927 bis 1933 war er finnischer Botschafter in Berlin, akkreditiert auch in Österreich.
Sein Bruder Sulo Wuolijoki (1881–1957) war ebenfalls sozialdemokratischer Politiker und mit der Politikerin und Schriftstellerin Hella Wuolijoki verheiratet.